# Dotidae
Famille
Les Dotidae forment une famille de mollusques de l'ordre des nudibranches.

## Liste des genres
Selon World Register of Marine Species (23 septembre 2015), prenant pour base la taxinomie de Bouchet & Rocroi (2005) :
- genre Caecinella Bergh, 1870
- genre Doto Oken, 1815
- genre Kabeiro Shipman & Gosliner, 2015
- genre Miesea Er. Marcus, 1961